# 灰奇鹛
灰奇鹛（学名：Heterophasia gracilis），是画眉科奇鹛属的一种，分布于印度、缅甸和中国大陆。该物种的保护状况被评为无危。
其种加词来源于拉丁文“gracilis”，意为“纤细的”。
灰奇鹛的平均体重约为38.0克。栖息地包括温带森林、亚热带或热带的湿润低地林、亚热带或热带严重退化的前森林和亚热带或热带的湿润山地林。该物种的模式产地在印度阿萨姆邦。